# Marcel Guillot
Marcel Guillot, né le 11 mars 1914 à Chasselay dans le Rhône, mort le 22 décembre 1984 à Hyères dans le Var, est un officier des Forces françaises libres pendant la Seconde Guerre mondiale, Compagnon de la Libération. 

## Biographie
Marcel Guillot est le fils d'un négociant en soieries.
Il devance l'appel et s'engage à 19 ans, en 1933. Il sert au 3e régiment de dragons portés, jusqu'à sa démobilisation en octobre 1934. Il est alors maréchal des logis de réserve. 
Il entreprend ensuite des études de commerce. Mais il les interrompt et s'engage dans la Légion étrangère à Marseille, en février 1936, sous un fausse identité et sous couvert de nationalité russe, comme légionnaire de 2e classe. Caporal en 1937, il est nommé au Maroc, au 3e régiment étranger (3e RE). il y est encore au début de la Seconde Guerre mondiale.
Il regagne alors la France et participe en avril-mai 1940 à la campagne de Norvège. Il prend part aux combats de Narvik et de Bjervik, puis revient en France en juin 1940, et passe en Angleterre avec son unité. Comme la moitié de ses camarades, il décide de s'engager dans les Forces françaises libres du général de Gaulle.
Sergent-chef, il participe aux premiers combats de la France libre : l'expédition de Dakar en septembre 1940, le débarquement au Cameroun, la campagne du Gabon en novembre. Il combat ensuite en Érythrée contre les Italiens. À Port-Soudan, il se fait remarquer par son esprit de décision en poursuivant et capturant les mineurs qui avaient arrêté sa progression par des explosions.
Il est nommé Compagnon de la Libération par le décret du 20 novembre 1944.
Marcel Guillot est mort le 22 décembre 1984 à Hyères dans le Var.

## Décorations
- Commandeur de la Légion d'honneur
- Compagnon de la Libération par décret du 20 novembre 1944[3]
- Médaille militaire
- Croix de guerre 1939–1945 avec quatre citations
- Médaille de la Résistance française par décret du 30 mars 1947[4]
- Médaille coloniale  avec agrafes « Erythrée », « Libye », « Bir-Hakeim »
- Silver Star Medal (États-Unis)
- Officier du Nichan Iftikhar (Tunisie)
- officier de l'ordre de l'étoile noire (Bénin)